# Šenkvice
Šenkvice (Hongaars:Senkőc) is een Slowaakse gemeente in de regio Bratislava, en maakt deel uit van het district Pezinok.
Šenkvice telt 4327 inwoners.